# Eine ungeliebte Frau
Eine ungeliebte Frau ist eine deutsche Fernseh-Verfilmung des 1918 erschienenen gleichnamigen Romans von Hedwig Courths-Mahler.

## Handlung
Ria Rottmann wird durch den Tod ihrer Mutter Ilse als junges Mädchen zur Waise und wird von Rolf Matern, einem reichen Freund ihres verstorbenen Vaters, in dessen Haus aufgenommen. Rolf gelangte einst auf unrechtmäßige Weise zu seinem Reichtum, da er eine Erfindung von Rias Vater als seine eigene ausgab. Er fühlt sich schuldig und hat deshalb Ilse am Totenbett versprochen, sich um Ria zu kümmern. Ilse und Ria wissen von dieser Schuld, Rolfs Frau Malwine und sein Sohn Heinz wissen jedoch nichts davon und sind daher über seinen Entschluss befremdet. Sie behandeln Ria zunächst abweisend und kühl, erst nach und nach wird sie in die Familie integriert. Als Ria Heinz bei einem Ball mit einer anderen Frau beobachtet und eifersüchtig wird, bemerkt sie erstaunt, dass sie sich in ihn verliebt hat. Er empfindet für sie aber eher brüderliche Gefühle.
Nach einiger Zeit sterben kurz nacheinander erst Rolf bei einem Baustellenunfall und dann Malwine an einer Lungenentzündung. Rolf nimmt seinem Alleinerben Heinz das Versprechen ab, sich immer gut um Ria zu kümmern. Einem Rat seines Freundes Walter folgend, macht er Ria einen Heiratsantrag. Sie nimmt an, wohl wissend, dass es aus seiner Sicht nur eine Vernunftehe ist und er sie nicht wirklich liebt. Sie verbirgt ihre Liebe und tut so, als sehe auch sie es nur als Vernunftentscheidung. Etwa zeitgleich heiraten auch Heinz’ Freund Walter und Rias Freundin Lotte.
Ria bekommt Besuch von dem Ingenieur Heinrich Krause. Dieser war ein Freund ihres Vaters und besitzt Dokumente, die Rolfs Ideendiebstahl an ihrem Vater belegen. Nicht wissend, dass sie mit Heinz verlobt ist, bietet er ihr die Dokumente für 20.000 Mark zum Kauf an. Sie nimmt an, um zu verhindern, dass Heinz von der Schuld seines Vaters erfährt. Sie kann aber nur in Raten zahlen und muss Heinz mehrfach dafür um Geld bitten, sodass er eines Tages ihr Geheimnis entdeckt. Da er nun weiß, welches Opfer sie ihm gebracht hat, wird ihm klar, wie sehr sie ihn liebt und wie sehr auch seine Gefühle für sie sich verändert haben. Erst jetzt können die beiden sich ihre Liebe gestehen und eine glückliche Ehe führen.

## Produktion
Der Film wurde vom Südfunk Stuttgart produziert am 15. April 1974 zum ersten Mal ausgestrahlt. 1995 erschien der Film bei Lübbe Video auf VHS und 2012 bei Pidax Film auf DVD.

## Rezeption
„Hartnäckige Attacke auf die Tränendrüsen“